# Immetalia meeki
Immetalia meeki là một loài bướm đêm trong họ Noctuidae.